# A Tale of God’s Will (A Requiem for Katrina)
A Tale of God’s Will (A Requiem for Katrina) — студийный альбом американского джазового трубача Теренса Бланчарда и его квинтета. Альбом был выпущен 14 августа 2007 года лейблом Blue Note Records. В 2008 году Бланчард получил премию «Грэмми» в номинации «Лучший альбом большого джазового ансамбля» и был номинирован в категории «Лучшее соло на джазовом инструменте» за работу над песней «Levees». Кроме того, JazzTimes включил альбом в список «Джазовые альбомы со струнными», поставив его на 6 место.

## История
Режиссер Спайк Ли заказал уроженцу Нового Орлеана Теренсу Бланчарду партитуру для четырёхчасового документального фильма HBO 2006 года «Когда рушатся плотины: Реквием в четырёх актах», чтобы показать агонию последствий урагана Катрина в 2005 году. В 2007 году Бланшар записал альбом «A Tale of God’s Will», который содержит части («The Water», «Levees», «Wading Through» и «Funeral Dirge») из записи, прозвучавшей в документальном фильме Ли. Мать Бланчарда, Вильгельмина, потеряла свой дом в Понтчартрейн-Парке во время трагедии, но выжила.
В интервью журналу Socialist Review Бланчард объяснил: «Я черпал вдохновение из историй, которые люди рассказывали мне о своих переживаниях после урагана. Для меня это была не столько музыка. Это было больше о том, что пришлось пережить людям. Я просто хочу, чтобы люди задумались о том, что здесь произошло, с чем им пришлось столкнуться и как все может пойти наперекосяк в самой богатой стране мира».

## Отзывы
| Оценки критиков                      | Оценки критиков |
| Источник                             | Оценка          |
| ------------------------------------ | --------------- |
| All About Jazz                       | [ 6 ]           |
| AllMusic                             | [ 7 ]           |
| Entertainment Weekly                 | A−              |
| Jazzwise                             | [ 9 ]           |
| PopMatters                           | [ 10 ]          |
| Sputnikmusic                         | 3.8/5           |
| Том Халл                             | B+              |
| The Penguin Guide to Jazz Recordings | [ 13 ]          |

Уилл Лэйман из PopMatters оценил альбом в девять баллов из десяти, заявив: "Если брать в целом, то в этой записи выделяются два элемента. Во-первых, Бланчард и его группа играют самозабвенно, не стремясь к броским эффектам или длинным соло. Все в этой записи направлено на то, чтобы довести композиции до полного завершения, и импровизация всегда звучит интегрировано с полной целью музыки. Во-вторых, каждый элемент пластинки вписан в её тему. Даже несколько разрозненные треки (в частности, свингующий дуэт баса и трубы в «Ghost of Betsy» и фрагментарное соло тенора в «Ghost of 1927») играют роль интерлюдий, вдыхающих жизнь в проект между большими частями. Ларри Блюменфельд из журнала Entertainment Weekly отметил: «В сопровождении оркестра квинтет Бланчарда элегантно переходит от африканских ритмов к современному свингу и балладному покою, его роговые мольбы и парящие декларации передают как боль, так и стойкость. Это история Катрины, которую не может рассказать CNN, рассказанная мастерски». Джон Свенсон из Offbeat добавил: «A Tale of God’s Will — это расширение музыки, которую Бланчард и его группа сделали для документального фильма Ли, и она движется с эпическим размахом самого наводнения».
Рецензент Reuters отметил: «То, что началось с работы над документальным фильмом Спайка Ли „Когда лопнули дамбы“, трубач Теренс Бланчард превратил в этот эпический по длине оркестрово-струнный шедевр. По мере приближения двухлетней годовщины наводнения в Новом Орлеане уроженец Города Полумесяца делится своими убедительными и пронзительными размышлениями о катастрофе при поддержке своего квинтета и Северо-Западной синфонии из 40 человек. В этих мелодиях есть гнев и раздражение, пышная мелодия и горестные причитания, очаги благодати и потоки меланхолии. Четыре номера „Levees“ вошли в микс с обновлёнными аранжировками, включая пронзительную, зловещую „The Water“ и болезненно-страстную „Funeral Dirge“. Особого внимания заслуживают три импровизированные короткие пьесы-призраки, а также оригинальные композиции участников группы Бланчарда, среди которых выделяются лирическая жемчужина пианиста Аарона Парка „Ashe“ и душераздирающая „In Time of Need“ саксофониста Брайса Уинстона». Крис Мэй из All About Jazz написал: «Труба Бланчарда без излишеств, в традициях, свидетельствующая, которая является основным сольным голосом, звучит мощно и аффектированно на протяжении всего альбома. Он дует так, как поют блюзисты: поочерёдно гневно, пронзительно, стоически, с надеждой и элегически — и, что почти осязаемо, всегда от сердца». Джош Джексон из NPR заметил: «Эта запись открывает то, что известно многим поклонникам джаза: Бланчард — сильный рассказчик».

## Список треков
Слова и музыка всех песен — Теренса Бланчарда, кроме указанных.
| №                   | Название                                          | Длительность |
| ------------------- | ------------------------------------------------- | ------------ |
| 1.                  | «Ghost of Congo Square» (Blanchard, Hodge, Scott) | 3:01         |
| 2.                  | «Levees»                                          | 8:07         |
| 3.                  | «Wading Through»                                  | 6:27         |
| 4.                  | «Ashé» (Aaron Parks)                              | 8:18         |
| 5.                  | «In Time of Need» (Brice Winston)                 | 7:53         |
| 6.                  | «Ghost of Betsy»                                  | 1:58         |
| 7.                  | «The Water»                                       | 4:07         |
| 8.                  | «Mantra Intro» (Kendrick Scott)                   | 3:22         |
| 9.                  | «Mantra» (Kendrick Scott)                         | 9:49         |
| 10.                 | «Over There» (Derrick Hodge)                      | 7:43         |
| 11.                 | «Ghost of 1927»                                   | 1:38         |
| 12.                 | «Funeral Dirge»                                   | 5:51         |
| 13.                 | «Dear Mom»                                        | 3:39         |
| Общая длительность: | Общая длительность:                               | 69:13        |

## Чарты
| Чарт (2007)                              | Высшая позиция |
| ---------------------------------------- | -------------- |
| США (Traditional Jazz Albums, Billboard) | 6              |
| США (Billboard 200)                      | 8              |